# Josefa Iloilo

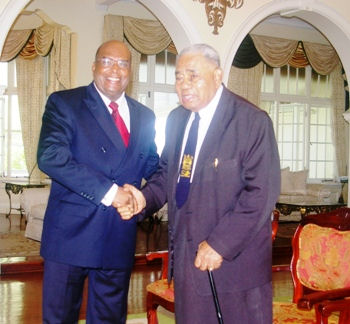
Josefa Iloilo (rechts, mit Steven McGann)

Ratu Josefa Iloilo Uluivuda MBE (* 29. Dezember 1920; † 6. Februar 2011) war von 2000 bis 2009 der Staatspräsident von Fidschi. Er trug den traditionellen Titel Tui Vuda des Oberhäuptlings des Vuda-Bezirkes im Westen Fidschis.

## Werdegang
Iloilo war Laienprediger der Methodistenkirche von Fidschi und Rotuma und 1997/98 deren Vizepräsident.
Er war Vizepräsident unter Ratu Sir Kamisese Mara, als die Regierung von Premierminister Mahendra Chaudhry durch einen Putsch von Nationalisten unter der Führung von George Speight am 29. Mai 2000 gestürzt wurde. Nachdem das Geiseldrama im Juli beendet war, wurde er zum Präsidenten ernannt.
Er wurde zunächst nur als Handlanger des Militärs angesehen, hatte sich aber inzwischen den Respekt der unterschiedlichen politischen Fraktionen und ethnischen Gruppen verdient, indem er versuchte, stets einen von allen getragenen Kompromiss zu finden. Er lehnte es auch ab, direkt in die Auseinandersetzungen zwischen Politikern einzugreifen, und konnte so sogar unzufriedene Fraktionen, wie die Indo-Fidschianische Gemeinschaft, erreichen. Durch seinen Einsatz gestattete das Militär 2001 die Rückkehr zur Demokratie.
Bei einem Putsch des Militärs am 5. Dezember 2006 wurde Iloilo gestürzt, doch am 3. Januar 2007 durch das Militär wieder in sein Amt eingesetzt. Er ernannte daraufhin den Militärchef Frank Bainimarama zum Vorsitzenden einer Übergangsregierung. Nachdem ein Berufungsgericht diese Regierungsbildung für illegal erklärt hatte, setzte Iloilo am 10. April 2009 die Verfassung außer Kraft, rief den Ausnahmezustand aus und entließ alle Richter. Im August 2009 trat er als Präsident zurück.